# Carl Strehlenert
Carl Christopher Strehlenert, född 17 september 1775 i Karlskrona stadsförsamling, Blekinge län, död 3 oktober 1857 i Sankt Nikolai församling, Stockholms stad, var en svensk handlare och politiker.

## Biografi
Carl Strehlenert föddes 1775 i Karlskrona. Han var son till handlanden Carl Wilhelm Strehlenert och Kristina Sofia Arrhenius i Karlskrona. Strehlenert blev 1804 sidenkramhandlare i Stockholm och var riksdagsledamot för borgarståndet i Stockholms stad vid riksdagen 1828–1830 och riksdagen 1834–1835. Han var från 1834 till 1840 suppleant i riksgäldskontorets styrelse. Strehlenert avled 1857 i Stockholm.

### Familj
Strehlenert gifte sig 1810 med Katarina Lovisa Arrhenius.